# Pietrusin
Pietrusin – wieś w Polsce położona w województwie mazowieckim, w powiecie białobrzeskim, w gminie Stromiec.
Administracyjnie wieś wchodzi w skład sołectwa Stromiecka Wola.
W latach 1975–1998 miejscowość administracyjnie należała do województwa radomskiego.
Wieś Pietrusin ograniczona jest od strony północnej polami uprawnymi graniczącymi z niewielką strugą o nazwie Dyga, a od strony zachodniej jej tereny porośnięte są lasami sosnowymi i graniczą z gruntami należącymi do wsi Stromiecka Wola. Na przestrzeni ponad 100 lat wieś liczyła do około 10 niewielkich gospodarstw.
Wierni Kościoła rzymskokatolickiego należą do parafii św. Jana Chrzciciela w Stromcu.